# Citroideae
Citroideae es una subfamilia de plantas  perteneciente a la familia Rutaceae.

## Tribus y Géneros
- Tribu: Citreae
  - Géneros: Citropsis - Citrus - Fortunella - Limonia - Microcitrus - Poncirus - Triphasia

- Tribu: Clauseneae
  - Géneros: Aegle - Atalantia - Clausena - Glycosmis - Merrillia - Micromelum - Murraya - Severinia  - Swinglea